# Amerodiscosiella renispora
Amerodiscosiella renispora är en svampart som beskrevs av M.L. Farr 1961. Amerodiscosiella renispora ingår i släktet Amerodiscosiella, divisionen sporsäcksvampar och riket svampar.   Inga underarter finns listade i Catalogue of Life.